# سالیاخوو
سالیاخوو (انگلیسی: Salyakhovo) یک شهرک در شهرستان زیلایرسکی استان باشقیرستان کشور روسیه است.